# 底倉温泉

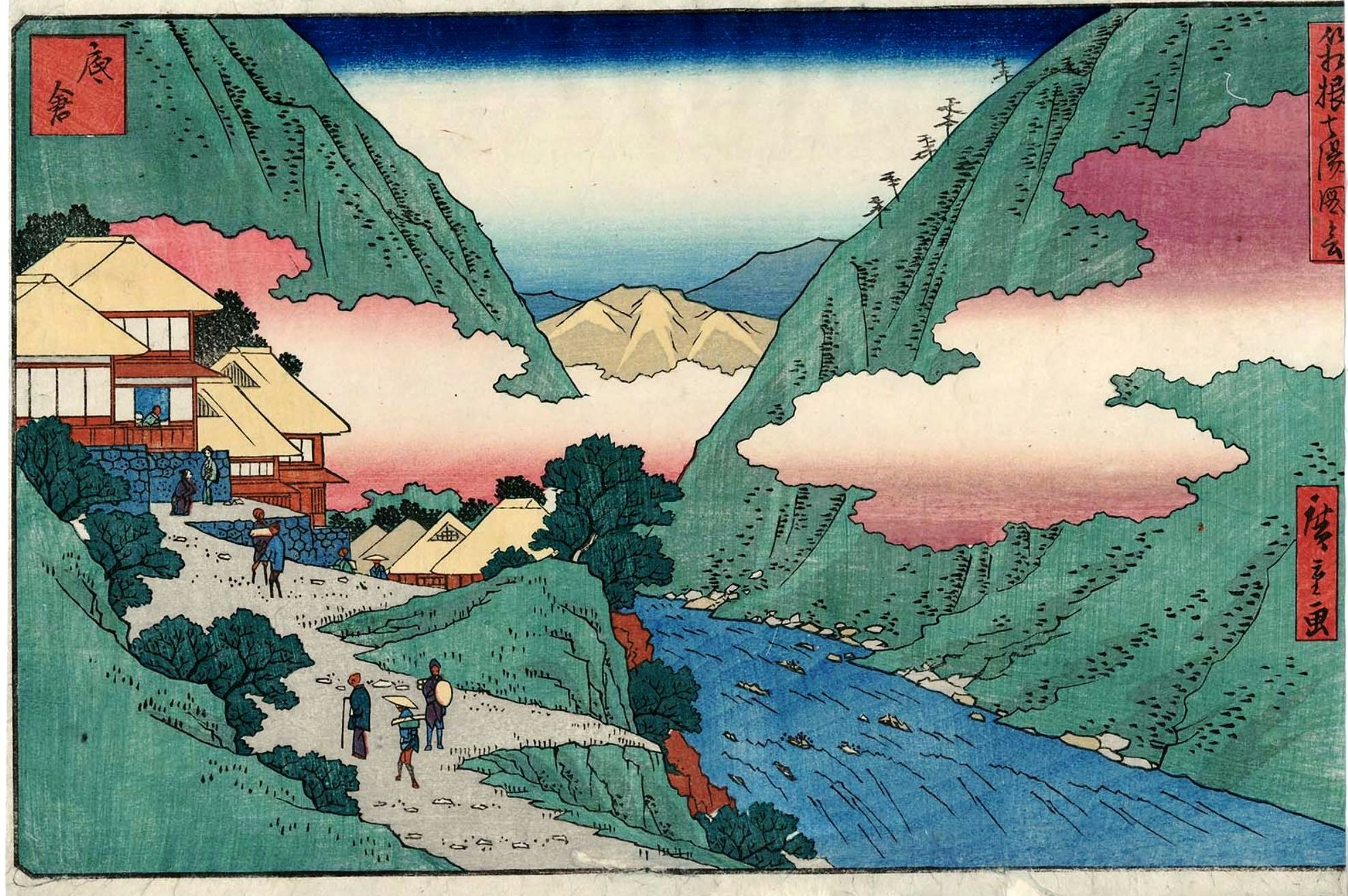
歌川広重画 浮世絵「箱根七湯図絵」より「底倉」。1852年

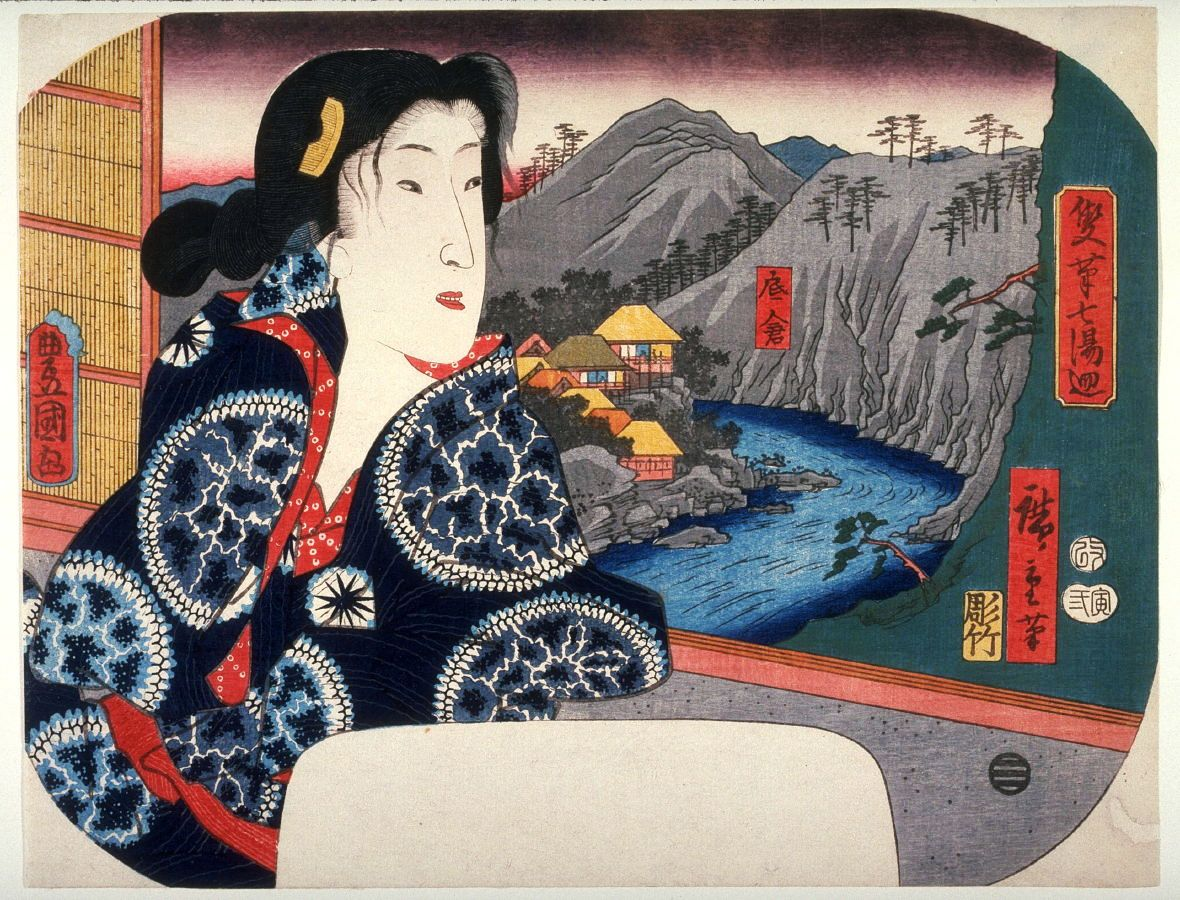
三代目歌川豊国・初代歌川広重画 浮世絵「双筆七湯巡り」より「底倉」。1854年

底倉温泉（そこくらおんせん）は、神奈川県足柄下郡箱根町（旧相模国）にある温泉。宮ノ下温泉の西隣に位置し、八千代橋から蛇骨川に沿った深い谷にある蛇骨湧泉群を源泉とする。中世の昔から隠れ湯として知られ、江戸時代より痔疾などに効能がある 名湯として箱根七湯のひとつに数えられた。昭和の頃までは3軒ほどの温泉宿があったが、2014年現在は1軒だけである。

## 歴史
江戸時代後期に書かれた『底倉記』によると、脇屋義助の孫・新田義則（義隆とも）が南朝再興のため挙兵し敗れた際に、底倉の木賀彦六左衛門を頼って潜伏中、応永10年（1403年）に打ち取られたとあり、当時より温泉があったことが伝えられている。『相州文書』によると、天文14年(1545年)には、湯治中に村人を使役に使うことを禁じるお触れ（湯治禁制）が後北条氏より出されている。また、天正18年（1590年）の秀吉の小田原攻めの際には夜営地となり、伊達政宗が幽閉されたと言われている。秀吉は温泉で将兵を労ったが、湯治湯としての村を保護のため｢乱暴狼藉、放火や道理に合わないことを村人にあれこれ言うな｣と禁止令を出したと伝わる。
文化年間1812年の『箱根七湯の枝折』には、蛇骨沢湧泉群では沸騰点に近い弱食塩泉が大量に湧出し、口に含むと塩気がするとある。天保13年（1842年）の「箱根七湯図」には、湯宿として、　萬屋（孫左衛門）、梅屋（又左衛門）、蔦屋（平左衛門）、仙石屋（丈助）の4軒が挙げられている。宿は蛇骨川に沿って八千代橋方向から萬屋、梅屋、蔦屋、仙石屋と並び、1881年(明治14年)の大火以前はいずれも茅葺だった。
1893年（明治26年）に再び大火に見舞われたが、梅屋、蔦屋、仙石屋の3軒が復興し、いずれも湯滝、高楼付きの建物に建てなおした。しかし、関東大震災により、3軒とも倒壊した。その後再建され、第二次大戦中は疎開先として使われた。戦後、蔦屋、梅屋、仙石屋が営業を再開したが、その後いずれも閉館した（蔦屋は2006年に別の経営者によって「つたや」として屋号が引き継がれた)。

## 蔦屋と梅屋
「蔦屋」は、平左衛門を主人とした江戸時代から続く旅館であったが、1890年（明治23年）に横浜真金町の酒商・沢田武治（武司、武とも）に売却された。元飯野藩藩士の沢田は、戊辰戦争の戦後処理のため切腹を命じられた家老の介錯人を藩主の保科正益の命により務めた人物で（息子の嫁は正益の娘)、妻のきくを女将に旅館業を営む傍ら、医療のなかった底倉に医師を呼び、富士屋ホテルの山口仙之助とともに函嶺（かんれい）医院を開設した（2014年現在、この医院の大正時代の建物を利用した日帰り湯がある）。
武司の息子・鋓義は高等師範を出て博物学の教師となり、宿の裏山に数千坪に渡り高山植物を植え、「高山園」として公開したほか、旧蹟を後世に伝えるため、箱根の諸所に石碑を建てた。また、当時としては珍しく、小学校教師を招いて女中たちに教育を授けたり、30ページもある温泉案内の冊子を客用に用意したりした。その息子・沢田武太郎（1896-1938年）は植物学研究者となり、シーボルトが命名したオタクサがお滝さんから来ていると指摘した人物として知られる。武太郎の植物分類学を主体とした蔵書は「沢田文庫」として神奈川県立博物館に所蔵されている。沢田家による蔦屋は昭和末期まで続いたが、その後は経営者が変わっている。
「梅屋」は底倉を代表する老舗の人気旅館として栄えたが、1962年に閉館した。主人の鈴木牧太郎は、明治中期には強羅一帯の土地も所有していた。明治末期に書かれた本によると、主人の方針で、視察のため仲居を他の旅館に投宿させて女中学の勉強をさせていたという。1888年（明治21年）には森有礼が家族と、1901年（明治34年）には、谷崎潤一郎が修学旅行で宿泊している。ほかにも伊藤博文、近松秋江など多くの著名人に愛された。

## 見所
- 蛇骨川 - 温泉から析出した白色の無定形珪酸でできた石が蛇の骨のようであることからこの名がついた。川沿いに遊歩道があり、秋は紅葉が楽しめる。
- 太閤石風呂 - 秀吉の小田原攻めの際、将兵が利用したと伝えられる石風呂。天然の洞窟で、蒸気浴だったとされる[22]。現在は川の対岸から石碑の見学のみ[23]。この故事にちなんで毎年夏に「太閤ひょうたん祭り」が開催され、底倉の太閤石風呂の前で神事をしたのち、宮ノ下の会場で芸能人のショーなどが行なわれる[24]。
- 新田塚 - 新田義則の墓。蛇骨川横（国道一号線バス停「上底倉」横）の脇道（昔の箱根七湯道）を入り、彫刻の森の裏手にある[2]。
- 箱根町立郷土資料館 - 底倉蔦屋旅館の沢田家が所有していた『七湯の枝折』（つたや本）を所蔵している[25]。

## アクセス
小田急箱根鉄道線（箱根登山電車）宮ノ下駅下車徒歩約10分。